# Lester Roloff
Lester Roloff (* 1914 in Dawson (Texas); † 1982) war ein US-amerikanischer evangelikaler Prediger.

## Leben
Roloff wuchs auf einer Baumwollfarm auf. Er studierte an der Baylor University und dem Southwestern Baptist Theological Seminary, danach war er Pastor in verschiedenen Gemeinden. 1944 begann er in einer eigenen Radiosendung mit dem Titel Family Altar zu predigen. Die Sendung war so erfolgreich, dass Roloff seine Anstellung in einer Gemeinde aufgab. Er bestritt fortan seinen Lebensunterhalt ausschließlich durch die Radioarbeit und den damit verbundenen Einnahmen. 1951 gründete er die Roloff Evangelistic Enterprises in Corpus Christi. 1982 kam er bei einem Flugzeugabsturz ums Leben. Die Aufzeichnungen seiner Radiosendungen wurden weiterhin ausgestrahlt.